# Peter Staechelin
Peter Staechelin (* 28. November 1931 in Lörrach; † 15. März 2004 in Freiburg im Breisgau) war ein deutscher Kunstmaler und Vertreter der Konkreten Kunst, Kurator und Hochschullehrer.

## Leben
Peter Staechelin lebte in Freiburg und in Vaugines. Er studierte mit einem Stipendium der Studienstiftung des Deutschen Volkes von 1951 bis 1958 an der Kunstgewerbeschule Basel und an der Kunstakademie Stuttgart. Von 1970 bis 1995 war er als Professor im Fach Kunst an der Pädagogischen Hochschule Freiburg tätig. Staechelin war Mitglied des Deutschen Werkbundes, des Künstlerbundes Baden-Württemberg und der Gruppe Konstruktive Tendenzen. Er nahm ab 1958 an über 300 Ausstellungen teil und richtete 50 Einzelausstellungen in 15 europäischen Ländern aus. Werke von Staechelin befinden sich in zahlreichen öffentlichen Sammlungen und Museen.

## Ausstellungen (Auswahl)
- 1983 Sammlung Zeitgenössischer Kunst, Otterndorf[6]
- 1992 Museum für Neue Kunst (Freiburg im Breisgau)
- 1992 Wilhelm-Hack-Museum, Ludwigshafen am Rhein
- 1993 Museum für Konkrete Kunst, Ingolstadt
- 2001 Gesellschaft für Kunst und Gestaltung, Bonn
- 2001 März Galerien, Mannheim/Ladenburg
- 2001/2002 Städtische Galerie Schwarzes Kloster, Freiburg im Breisgau
- 14. August – 30. September 2004 Sonderausstellung Peter Staechelin  im Museum der Wahrnehmung in Graz[7]

Als Kurator:
- 1992–2003 Ausstellungsreihe Aspekte Konstruktiver Kunst im Kulturzentrum E-Werk in Freiburg[8]

## Museen und öffentliche Sammlungen mit Werken Staechelins (Auswahl)
- Städtische Sammlungen Achern
- Mondriaanhuis Amersfoort
- Nickle Galleries University of Calgary
- Museum für Neue Kunst (Freiburg im Breisgau)
- Musée de Grenoble
- Museum Modern Art, Hünfeld
- Museum für Konkrete Kunst, Ingolstadt
- Kunstsammlung Jena, Bestand des ehemaligen Forums Konkrete Kunst Erfurt
- Muzeum Sztuki w Łodzi
- Wilhelm-Hack-Museum, Ludwigshafen am Rhein
- Gutenberg-Museum, Mainz
- Klingspor-Museum, Offenbach am Main
- Museum gegenstandsfreier Kunst, Otterndorf
- Städtische Galerie Fruchthalle, Rastatt
- Kunsthalle Messmer, Riegel am Kaiserstuhl
- Staatsgalerie Stuttgart
- Museum Ritter, Waldenbuch

## Veröffentlichungen (Auswahl)
- mit Hans H. Hofstätter: Farbe - Malerei in Baden-Württemberg : Landeskunstwochen Donaueschingen '89 / Ausstellungskonzeption und Katalogbeiträge: Hans H. Hofstätter, Peter Staechelin. Freiburg i. Br. : Schillinger, 1989. ISBN 3-89155-091-X
- mit Hans H. Hofstätter: Jugendstil. Stuttgart : Klett, 1982. (Klett-Schulgalerie; 9) ISBN 3-12-946620-7
- Texte zur neueren Kunst. Pädagogische Hochschule Freiburg, 1990 (Schriftenreihe der Pädagogischen Hochschule Freiburg; 5) ISBN 3-925717-06-4

## Auszeichnungen
- 1997 Reinhold-Schneider-Preis der Stadt Freiburg